# .mv
.mv (англ.  Maldives) — национальный домен верхнего уровня Республики Мальдивы. Зарегистрировать имя домена может любое физическое, юридическое лицо и резидент Мальдив. Управляется компанией Dhiraagu Pvt Ltd.
В основном, из-за отсутствия интернет-регистрационной службы и большой стоимости обслуживания, мальдивский национальный домен верхнего уровня используется преимущественно государственными учреждениями и крупными предприятиями. Небольшие компании и организации предпочитают другие домены верхнего уровня, такие, как .com и .net.

## Домены 1 уровня
| Домен | Регламентированные пользователи |
| ----- | ------------------------------- |
| .mv   | Основной домен первого уровня   |

## Домены 2 уровня
| Домен      | Регламентированные пользователи                          |
| ---------- | -------------------------------------------------------- |
| .aero.mv   | для авиатранспортных компаний                            |
| .biz.mv    | для бизнес-структур                                      |
| .com.mv    | альтернативный домен для коммерческих организаций        |
| .coop.mv   | для кооперативов                                         |
| .edu.mv    | для образовательных учреждений                           |
| .gov.mv    | для правительственных организаций Мальдив                |
| .info.mv   | для регистрации информационных ресурсов                  |
| .int.mv    | для международных организаций                            |
| .mil.mv    | для военных организаций                                  |
| .museum.mv | для музеев                                               |
| .name.mv   | для персональных сайтов                                  |
| .net.mv    | поставщики услуг интернета, хостинг, интернет-провайдеры |
| .org.mv    | для некоммерческих организаций                           |
| .pro.mv    | для профессионалов в своей области                       |